# Platysticta apicalis
Platysticta apicalis là loài chuồn chuồn trong họ Platystictidae. Loài này được Kirby mô tả khoa học đầu tiên năm 1893.